# Darko Tasevski
Darko Tasevski est un footballeur macédonien né le 20 mai 1984 à Skopje. Il évolue au poste de milieu de terrain au Hapoël Ironi Kiryat Shmona.

## Carrière
- 2002-2003 : Cementarnica 55 Skopje  Macédoine
- 2003-2005 : Vardar Skopje  Macédoine
- 2005-2007 : Metalurg Zaporijjye  Ukraine
- 2007-2012 : Levski Sofia  Bulgarie
- 2012-: Hapoël Ironi Kiryat Shmona  Israël

## Sélections
- 27 sélections et 0 but avec l'équipe de Macédoine depuis 2005.